# Max Schneider (Politiker, 1915)
Max Schneider (* 23. Januar 1915 in Röthenbach an der Pegnitz, Bayern; † 8. Januar 1987) war ein Parteifunktionär der DDR-Blockpartei NDPD und Abgeordneter der Volkskammer der DDR.

## Leben
Der Sohn eines Fabrikarbeiters besuchte die Volksschule und das Humanistische Gymnasium in Nürnberg, erwarb 1935 das Abitur und absolvierte eine Ausbildung zum Bankkaufmann. Während des Zweiten Weltkrieges geriet Schneider 1943 als Oberleutnant der Wehrmacht in sowjetische Kriegsgefangenschaft und schloss sich dem Nationalkomitee Freies Deutschland an. 
Nach Kriegsende kehrte Schneider nach Deutschland zurück und arbeitete in der Sowjetischen Besatzungszone als Neulehrer. 1946 trat er in die SED ein. Im Jahre 1948 gehörte Schneider zu den Gründungsmitgliedern der von der SED initiierten National-Demokratischen Partei Deutschlands und wurde Direktor der NDPD-Parteischule in Waldsieversdorf. Im August 1949 übernahm Schneider kommissarisch als Nachfolger von Albrecht Albert den Posten des Chefredakteurs und Verlagsdirektors beim NDPD-Zentralorgan National-Zeitung bis zur Berufung von Peter Berg auf diesen Posten am 30. September 1949. Als Mitglied des Deutschen Volksrates war Max Schneider am 7. Oktober 1949 an der Gründung der DDR beteiligt. Seit 1949 war er politischer Geschäftsführer des NDPD Landesverbandes Groß-Berlin und ab 1950 dessen stellvertretender Vorsitzender. Ab 1952 wirkte Schneider als stellvertretender Vorsitzender des NDPD-Bezirksverbandes Berlin, danach ab 1960 als Vorsitzender des NDPD-Bezirksverbandes Halle. Ab 1966 leitete Schneider einen Lehrstuhl an der NDPD-Parteischule in Waldsieversdorf. Von 1951 bis zu seinem Tode gehörte er dem Hauptausschuss und mehr als 20 Jahre der Parteikontrollkommission des Hauptausschusses der NDPD an.
Von Februar 1950 bis Mai 1960 war Schneider Stellvertreter des Ost-Berliner Oberbürgermeisters Friedrich Ebert, zeitweise auch Stadtrat für Handel und Versorgung. Von 1950 bis 1958 saß er mit Mandat der NDPD als Berliner Vertreter in der Volkskammer.
Schneider war zudem Mitglied des Zentralausschusses der Volkssolidarität sowie der Zentralleitung des Komitees der Antifaschistischen Widerstandskämpfer.
Schneider wurde in der Gräberanlage „Pergolenweg“ des Berliner Zentralfriedhofs Friedrichsfelde beigesetzt.

## Auszeichnungen
- 1955 Vaterländischer Verdienstorden in Bronze und 1970 in Gold
- 1956 Ernst-Moritz-Arndt-Medaille
- 1975 Orden Banner der Arbeit Stufe I
- 1980 Ehrenspange zum Vaterländischen Verdienstorden in Gold
- 1985 Orden Stern der Völkerfreundschaft in Silber
- 1985 Medaille „40. Jahrestag des Sieges im Großen Vaterländischen Krieg 1941–1945“[6]